# Ali Ezzine
Ali Ezzine (Beni M'Tir Nord, 3 de setembre, 1978) és un ex atleta marroquí especialista en 3000 metres obstacles.
Com a èxits més destacats cal esmentar una medalla de bronze olímpica a Sydney 2000 i dues medalles (plata i bronze) a Campionats del Món.

## Trajectòria
| Any  | Competició                    | Seu                 | Resultat | Notes       |
| ---- | ----------------------------- | ------------------- | -------- | ----------- |
| 1996 | Campionat del Món Júnior      | Sydney, Austràlia   | 3r       | 3000 m o.   |
| 1998 | Campionat del Món de Cros     | Marràqueix, Marroc  | 12è      | Cursa curta |
| 1998 | Campionat del Món de Cros     | Marràqueix, Marroc  | 2n       | Equips      |
| 1999 | Campionat del Món d'atletisme | Sevilla, Espanya    | 3r       | 3000 m o.   |
| 2000 | Campionat del Món de Cros     | Vilamoura, Portugal | 13è      | Cursa curta |
| 2000 | Campionat del Món de Cros     | Vilamoura, Portugal | 3r       | Equips      |
| 2000 | Jocs Olímpics d'Estiu         | Sydney, Austràlia   | 3r       | 3000 m o.   |
| 2001 | Campionat del Món d'atletisme | Edmonton, Canadà    | 2n       | 3000 m o.   |
| 2003 | Campionat del Món d'atletisme | París, França       | 10è      | 3000 m o.   |
| 2003 | Final Mundial de la IAAF      | Monte Carlo, Mònaco | 7è       | 3000 m o.   |
| 2004 | Jocs Olímpics d'Estiu         | Atenes, Grècia      | 8è       | 3000 m o.   |
| 2004 | Final Mundial de la IAAF      | Monte Carlo, Mònaco | 9è       | 3000 m o.   |

## Millors marques
- 1500 metres - 3:43.8 min (1998)
- 3000 metres - 7:45.9 min (2004)
- 5000 metres - 13:32.56 min (1997)
- 3000 metres obstacles - 8:03.57 min (2000)